# مركزية الذات

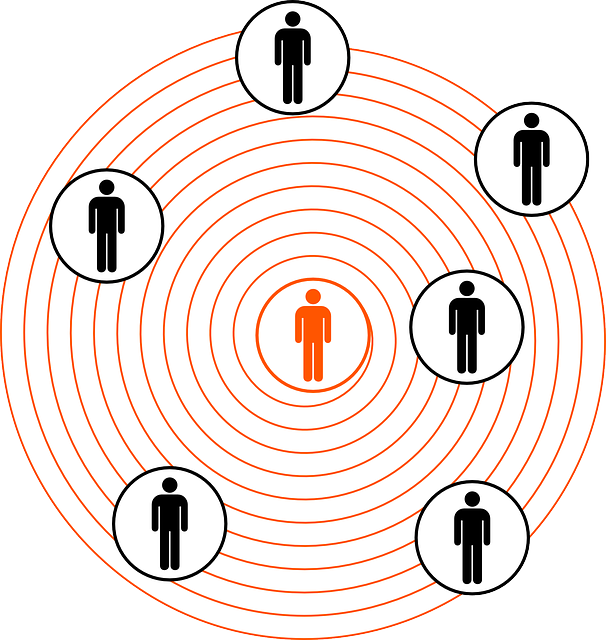

أنوية أو مركزية الذات أو التمركز حول الذات (بالإنجليزية: Egocentrism) أو الأنانية هي صفة تجعل الفرد منشغلاً ومنكبًا على عالمه الخاص الداخلي. ويعتبر من يتمتعون بهذه الصفة أنفسهم وآراءهم أو اهتماماتهم هي الأكثر أهمية أو إقناعًا. ويُنظر إلى المعلومات ذات الصلة بالنفس على أنها أكثر أهمية في عملية تشكيل أحكام الإنسان على الآخرين مقارنة بالأفكار والمعلومات الأخرى ذات الصلة (ويندشتل (Windschitl) وروز (Rose) وستوكفليت (Stalkfleet) وسميث (Smith) عام 2008). لا يستطيع الأفراد الأنويين إدراك أفكار الآخرين بشكل كامل أو التعايش معها، علاوة على عدم قدرتهم على التعايش مع الواقع الذي يشير إلى أن الحقيقة قد تكون مختلفة عن الأمور التي هم على استعداد لتقبلها.

## مرحلة الطفولة
يشير باتروورث (Butterworth) وهاريس (Harris) (عام 1994) إلى أن الطفل في مرحلة الطفولة يكون غير قادر على التمييز بين الأشياء الذاتية (أي تلك الأمور الشخصية أو الخاصة) وبين الأمور الموضوعية (أي تلك المرتبطة بالمعرفة العامة). وبالضرورة، يعتقد الأطفال أن من يختلفون معهم في الآراء يكونون إما مخطئين أو لا وجود لهم من الأساس.
ويرجح جان بياجيه (Jean Piaget) (من 1896 إلى 1980) أن الأطفال الصغار هم بطبعهم متمركزون حول ذاتهم. ركز بياجيه على جانبين من جوانب التمركز حول الذات؛ وهما اللغة والأخلاقيات (فوجيل (Fogiel)، عام 1980). وكان يعتقد أن الأطفال المتمركزون حول ذاتهم يستخدمون اللغة للتواصل مع أنفسهم في المقام الأول. لاحظ بياجيه أن الأطفال قد يتحدثون مع أنفسهم في أثناء اللعب، وأن هذا الحديث مع الأنا (المتمركز حول الذات) إنما يعبر عن أفكار الطفل نفسه (جونفيلت (Junefelt)، عام 2007). ويعتقد بياجيه أن هذا الكلام ليس له وظيفة محددة؛ إذ أنه يُستخدم كوسيلة لمصاحبة النشاط الحالي للطفل أو لتعزيز هذا النشاط. وأشار في نظريته إلى أنه كلما نما الطفل على المستويين المعرفي والاجتماعي، كلما تراجع مستوى الكلام المتمركز حول الذات الذي يستخدمه (جونفيلت، 2007). ولكن فيجوتسكي (Vygotsky) كان له رأي آخر، إذ كان يشعر أن الكلام المتمركز حول الذات في مرحلة الطفولة له دلالات أخرى، حيث إنه يساعد في عملية نمو الطفل على مستوى الحديث الاجتماعي والتطور الفكري العالي (جونفيلت، 2007). وعلاوة على نظرية بياجيه، كان يعتقد أن الطفل في أثناء تواصله مع الآخرين يعتقد أنه على علم بكافة تفاصيل الموضوع ويصاب بالإحباط إذا ما طلب منه الآخرون الإدلاء بالتفاصيل (فوجيل، 1980).
كذلك، كان بياجيه يعتقد أن التمركز حول الذات يؤثر في أخلاقيات الطفل (فوجيل، 1980). وبسبب هذا التمركز حول الذات، ينصب اهتمام الطفل على النتيجة النهائية للحدث بدلاً من التركيز في نوايا الآخر. فإذا كسر أحد ما مثلاً لعبة ما للطفل، فإن الطفل لن يسامح الآخر نظرًا لأنه غير قادر على استيعاب فكرة أن الشخص الذي حطم اللعبة لم يتعمد ذلك (فوجيل، 1980). ويمكن تدعيم هذه الظاهرة أيضًا من خلال الدليل الذي توصل إليه نيلسون (Nelson) من خلال نتائج دراسة الحالة التي قام فيها بتحليل عملية استخدام الدوافع والنتائج من قبل الأطفال كعوامل مساعدة لتشكيل أحكامهم الأخلاقية.
وأجرى بياجيه اختبارًا لتحليل التمركز حول الذات أطلق عليه «دراسة الجبال». فقد وضع الأطفال أمام نموذج مبسط لسلسلة جبال من الجبس وطلب منهم أن يختاروا من بين أربع صور المنظر الذي سيراه هو (أي بياجيه). التقط الأطفال دون السابعة، أي الذين يمرون بمرحلة النمو قبل الوظيفية، الصورة التي يرونها هم وبذلك استنتج أنهم غير قادرين على استيعاب وجهات نظر دون وجهة نظرهم. بمعنى أن أسلوبهم في التفكير كان متمركزًا حول الذات. أما في بداية مرحلة النمو الوظيفية التي تقترن بالأعمار من 7-12 عامًا، تقل نزعة التمركز حول الذات لدى الأطفال مما يمكنهم من استيعاب وجهات نظر الآخرين ولا يقتصرون على وجهات نظرهم فقط. أي أنهم في هذه المرحلة كانوا قادرين على الاستيعاب المعرفي.
على الرغم من ذلك، وجهت انتقادات لاختبار نماذج الجبال لأنه يحكم فقط على الإدراك المرئي-المكاني، بدلاً من اختبار نزعة التمركز حول الذات. وأثبتت دراسة لاحقة تتضمن الدمى التي تمثل رجال الشرطة أنه حتى الأطفال الصغار كانوا قادرين على تمييز ما يقصده الباحث بكلامه بصورة صحيحة (هيوز (Hughes)، عام 1975 كما ذكر سامونز (Sammons)، عام 2010). ويُعتقد أن بياجيه قد بالغ في مستويات التمركز حول الذات لدى الأطفال.
لذا يمكن القول أن التمركز حول الذات هو عدم قدرة الطفل على استيعاب وجهات نظر الآخرين. يفترض الطفل في هذه المرحلة من النمو المعرفي أن نظرته للعالم مطابقة لنظرة الآخرين، على سبيل المثال لا تعتقد الطفلة الصغيرة أن الاستيلاء على كرة طفل آخر تصرف خاطئ لأنها لا تستوعب أن أخذ الكرة بهذه الطريقة سيؤذي مشاعر الطفل الآخر.

## مرحلة المراهقة
على الرغم من أن غالبية الأبحاث التي أجريت على موضوع التمركز حول الذات تركز في المقام الأول على التطور في مرحلة الطفولة المبكرة، فقد اكتشف أن الأنانية قد تحدث في مرحلة المراهقة (جوسينز (Goossens) وسيفيج-كرينك (Seiffge-Krenke) وماركوين (Marcoen)، عام 1992). كان ديفيد إلكيند (David Elkind) من أوائل من اكتشفوا وجود نزعة التمركز حول الذات في مرحلتي المراهقة والمراهقة المتأخرة. يرجح إلكيند أن «اهتمامات المراهق الصغير تتمحور حول ذاته، وذلك نظرًا للتحولات الفسيولوجية التي يمر بها. لذلك، ونظرًا لأنه غير قادر على التمييز بين ما يفكر به الآخرون وبين أفكاره الذاتية، يفترض أن الآخرين مشغولون بتصرفاته ومظهره بالقدر نفسه الذي يفكر هو في نفسه.»  وهذا يثبت أن المراهق يمارس نوعًا من التمركز حول الذات لأنه غير قادر على التعرف على أفكار الآخرين بوضوح.
قام إلكيند أيضًا بصياغة بعض المصطلحات للمساعدة في وصف السلوكيات المتمركزة حول الذات التي يمارسها المراهقون مثل مصطلحي جمهور تخيلي وخرافة شخصية. إذ يشير مصطلح الجمهور التخيلي إلى فكرة أن معظم المراهقين يعتقدون أن هناك بعض الناس متواجدون دائمًا ويركزون بشدة على ما ينبغي أن يقوله المراهق أو يفعله. أما مفهوم الخرافة الشخصية فيشير إلى اعتقاد الكثير من المراهقين بأنهم هم الوحيدون القادرون على التفكير بتلك الطريقة. وعادة ما يُنظر إلى نزعة التمركز حول الذات في مرحلة المراهقة على أنها تمثل جانبًا سلبيًا في القدرة على التفكير لأن اهتمامات المراهقين في هذه الحالة تتمحور حول ذاتهم ومن ثم يفتقدون القدرة على التفاعل مع المجتمع بسبب تلك النظرة غير الواقعية للأمور.
وهناك عدة أسباب تكمن وراء مرور المراهقين بنزعة التمركز حول الذات :
- عادة ما يواجه المراهقون أطرًا اجتماعية جديدة (كدخول المرحلة الثانوية مثلاً) والتي تتطلب من المراهق حماية نفسه الأمر الذي قد يؤدي في نهايته إلى التمركز حول الذات (بيترسون (Peterson) وروسكو (Roscoe)، عام 1991).
- قد يؤدي تطور الذات أو الهوية الشخصية للمراهق إلى شعور الفرد بمستويات عالية من التفرد والتي تنتهي أيضًا إلى نوع من التمركز حول الذات - وهذا يظهر في صورة خرافة شخصية أيضًا (أوكنور (O'Connor) ونيكوليتش (Nikolic)، عام 1990).
- قد يؤدي الرفض الأبوي أيضًا إلى شعور المراهقين بمستويات عالية من الوعي أو الشعور بالذات والذي قد يؤدي بدوره إلى التمركز حول الذات (رايلي (Riley)، آدامز (Adams) ونيلسين (Nielsen)، عام 1984).

وقد أجريت دراسة شملت 163 طالبًا في المرحلة الجامعية لدراسة التمركز حول الذات في مرحلة المراهقة لطلبة تلك المرحلة. وقد استلزم ذلك البحث أن يقوم الطلبة باستيفاء استبيان ذاتي لتحديد مستوى التمركز حول الذات في الوقت الحالي. وقد كانت الأسئلة تدور ببساطة حول ردود الأفعال التي قد يبديها الطلبة حال تعرضهم لمواقف حرجة. وخلصت نتائج البحث إلى أن التمركز حول الذات في مرحلة المراهقة أكثر انتشارًا لدى الفتيات مقارنة بالشباب. وهذا يثبت ثانية الفكرة القائلة بأن نزعة التمركز حول الذات موجودة حتى في مرحلة المراهقة المتأخرة.
وأفادت نتائج الدراسات الأخرى أن نزعة التمركز حول الذات لا تظهر بجلاء في بعض النماذج المماثلة لتلك التي اكتُشفت فيها في الأساس. وقد أثبتت العديد من الدراسات الحديثة أن نزعة التمركز حول الذات تتواجد في المراحل الأخيرة من التطور، وذلك يتناقض مع نتائج بياجيه الأصلية التي ترجح أن الأنانية تتواجد فقط في النمو في مرحلة الطفولة المبكرة فقط.

## مرحلة البلوغ
اكتشف أن معدلات التمركز حول الذات لدى الفرد تتراجع بين سن 15 و16 عامًا (لاو (Louw)، عام 1998). على الرغم من ذلك، هناك شكوك تشير إلى أن البالغين أيضًا يصابون بنزعة التمركز حول الذات أو أن لديهم ردود أفعال أو سلوكيات يمكن تصنيفها في إطار التمركز حول الذات (تيتش (Tesch) وويتبورن (Whitbourne) ونيرك (Nehrke)، عام 1978).
وقام فرانكينبرجر (Frankenberger) في عام 2000 بإجراء اختبار على المراهقين (من 14-18 عامًا) والبالغين (من 20-89) عامًا على مستويات التمركز حول الذات والشعور بالذات لديهم. وقد اكتشف أن نزعة التمركز حول الذات قد امتدت إلى مرحلة البلوغ المبكر وأن هذه النزعة موجودة في سنوات البلوغ المتوسطة.
وقد أجرى كل من بارون (Baron) وهانا (Hanna) في عام 1990 تجربة شملت 152 مشاركًا لاكتشاف كيفية تأثير الاكتئاب على التمركز حول الذات. وقد قاما في هذه التجربة باختبار البالغين بين 18 و25 عامًا. وقد وجدا أن المصابين بالاكتئاب أظهروا معدلات أعلى من التمركز حول الذات. لذلك، رجحا أن الإنسان الذي يتمتع بصحة نفسية جيدة يجب أن يكون قد مر في بعض من مراحل حياته بمستوى ما من مستويات التمركز حول الذات.